# Provence-Alpes-Côte d'Azur
Provence-Alpes-Côte d'Azur, afgekort PACA, is een regio in het zuidoosten van Frankrijk. De regio omvat de departementen Alpes-de-Haute-Provence, Hautes-Alpes, Alpes-Maritimes, Bouches-du-Rhône, Var en Vaucluse.  De hoofdstad van Provence-Alpes-Côte d'Azur is Marseille in het departement Bouches-du-Rhône, Frankrijks tweede stad en belangrijkste haven. Nice, de vijfde stad van het land, is de departementshoofdstad (prefectuur) van de Alpes-Maritimes.
In het oosten grenst de regio aan Italië (regio's Piëmont en Ligurië) en in het zuiden aan de Middellandse Zee en het dwergstaatje Monaco. Ten westen van de regio, gescheiden door de Rhône, ligt Occitanie en ten noorden Auvergne-Rhône-Alpes.

## Aangrenzende regio's
| Aangrenzende regio's | Aangrenzende regio's | Aangrenzende regio's | Aangrenzende regio's | Aangrenzende regio's |
| -------------------- | -------------------- | -------------------- | -------------------- | -------------------- |
|                      |                      | Auvergne-Rhône-Alpes |                      | Piëmont (IT)         |
|                      |                      |                      |                      |                      |
| Occitanie            | Ligurië (IT)         |                      |                      |                      |
|                      |                      |                      |                      |                      |
|                      |                      |                      |                      |                      |

## Historische provincies
Het overgrote deel van Provence-Alpes-Côte d'Azur valt samen met de Provence, het betreft hier de departementen Alpes-de-Haute-Provence, Bouches-du Rhône en Var en kleine delen van Vaucluse en Alpes-Maritimes. De streek Provence omvat in ruime zin echter ook Gard (Occitanie), een deel van Drôme (Auvergne-Rhône-Alpes) en Monaco.
Verder omvat PACA:
- een deel van de historische provincie Dauphiné, namelijk het huidige departement Hautes-Alpes,
- de Comtat Venaissin, de stad Avignon en het prinsdom Orange, in Vaucluse
- het graafschap Nizza (Nice), in Alpes-Maritimes.

In 1960 werd de regio Provence-Côte d'Azur-Corse gevormd die ook het eiland Corsica omvatte. In 1970 werd Corsica een afzonderlijke regio en ontstond de huidige regio Provence-Alpes-Côte d'Azur.

## Economie
Provence-Alpes-Côte d'Azur is in economisch opzicht de op twee na belangrijkste regio van Frankrijk, na Île-de-France en Auvergne-Rhône-Alpes. In 2006 bedroeg het bbp 130.178 miljoen euro (27.095 euro per hoofd van de bevolking).

## Zou!
Zou ! is het openbaarvervoernetwerk georganiseerd door de regio.
Het omvat zowel de regionale treindiensten van de regio (gereden door Transdev en door de SNCF (TER)), busdiensten (gereden met touringcars) als schoolvervoer.